# 11332 Jameswatt
11332 Jameswatt eller 1996 GO20 är en asteroid i huvudbältet som upptäcktes den 15 april 1996 av den belgiske astronomen Eric W. Elst vid La Silla-observatoriet. Den är uppkallad efter den skotske uppfinnaren James Watt.
Asteroiden har en diameter på ungefär 4 kilometer.